# Roscoe Pound

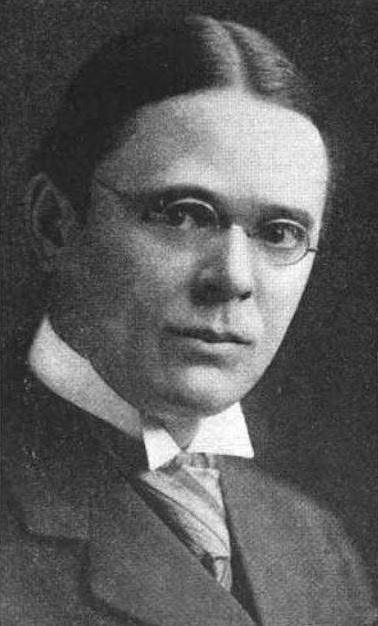
Roscoe Pound (1916)

Roscoe Pound (* 27. Oktober 1870 in Lincoln, Nebraska; † 1. Juli 1964 in Cambridge, Massachusetts) war ein US-amerikanischer Botaniker, Jurist und Hochschullehrer, der Rechtswissenschaft und Rechtsprechung mit soziologischen Ansätzen verband und dadurch zu einem Pionier der Rechtssoziologie, aber auch der Rechtsphilosophie wurde.

## Leben
Der Sohn von Stephen Bosworth Pound, einem Mitglied des Staatssenats von Nebraska, studierte nach dem Schulbesuch Botanik an der University of Nebraska und erwarb dort zuerst 1888 einen Bachelor of Arts (B.A. Botany) und danach 1889 einen Master of Arts (M.A. Botany). Ein darauf folgendes Studium der Rechtswissenschaften an der Harvard University beendete er 1890. Bereits 1890 übernahm er unmittelbar nach dem Studienabschluss eine Professur für Rechtswissenschaften an der University of Nebraska und lehrte dort bis 1903. Während dieser Zeit erwarb er nicht nur 1897 einen Philosophiae Doctor (Ph.D. Botany), sondern war zwischen 1901 und 1903 Richter für Berufungsverfahren am Obersten Gericht von Nebraska, dem Supreme Court of Nebraska. Er wurde schnell zu einer Kapazität auf dem Gebiet der Botanik und maßgeblich verantwortlich für die botanischen Forschungen in Nebraska und schrieb über diese Thematik gemeinsam mit F. E. Clements das Fachbuch Phytogeography of Nebraska (1898).
1907 übernahm er dann eine Professur an der Northwestern University, wechselte 1909 zur University of Chicago, ehe er zwischen 1910 und 1937 als Professor für Rechtswissenschaften an der Harvard Law School unterrichtete. 1911 wurde er in die American Academy of Arts and Sciences und 1940 in die American Philosophical Society gewählt. Zudem wurde er 1940 korrespondierendes Mitglied der British Academy. Zuletzt war er von 1916 bis 1936 auch Dekan der Harvard Law School.
Pound war ein begnadeter einflussreicher Hochschullehrer, der die Wichtigkeit sozialer Interessen in Verbindung zum Rechtswesen betonte und durch seine Theorien eine weitreichende Wirkung hatte. 1922 unternahm Roscoe mit dem späteren Richter am Obersten Gerichtshof der Vereinigten Staaten Felix Frankfurter eine intensive Studie der Kriminalberichterstattung im Verlauf des Januars 1919 in Cleveland, Ohio. Sie fanden heraus, dass sich das Ausmaß der Pressemeldungen von Kriminalfällen von der ersten zur zweiten Hälfte des Monats fast versiebenfacht hatte, obwohl die Anzahl der tatsächlich gemeldeten Kriminalfälle nur von 345 auf 363 wuchs. Sie kamen zu dem Schluss, dass der dargestellte drastische Anstieg der Kriminalität in Cleveland zwar größtenteils von der Presse erfunden wurde, diese Fiktion aber einen realen Einfluss auf die Arbeit der Strafverfolgung hatte. Da die Bevölkerung glaubte, die Stadt befände sich einer akuten „Epidemie“ der Kriminalität ausgesetzt, rief sie laut nach einem härteren Durchgreifen und verstärktem Polizeieinsatz. Politiker in der städtischen Verwaltung kamen den Forderungen aus wahltaktischen Gründen nach. Ein Ergebnis waren oft härtere Strafen für dieselben Taten, die vor der Panik bedeutend leichter bestraft wurden. Während seiner letzten Lehrjahre förderte er den aus Deutschland stammenden Juristen Max Rheinstein.
Ihm zu Ehren wurde 1956 das Pound Civil Justice Institute gegründet.

## Freimaurerei
Pound war seit 1901 ein Mitglied im Bund der Freimaurer. Er bekleidete dort verschiedene hohe Ämter so u. a. das Amt des Logenmeister in der Lancaster Lodge No. 54 in Lincoln (Nebraska) und war zudem Großmeister von verschiedenen Großlogen (u. a.Grand Lodge of Nebraska und der Grand Lodge of Massachusetts). Ferner verfasste er zahlreiche Monografien über die Freimaurerei:
- Masonic Jurisprudence (1919)
- Masonic Landmarks, The Data of Masonic Jurisprudence (48 pp.)
- Masonic Lawmaking (48 pp.)
- Masonic Common Law (56 pp.)
- Lectures On The Philosophy of Freemasonry (1915)
- Lectures on masonic jurisprudence (1920)

## Veröffentlichungen
Auch durch seine zahlreichen Veröffentlichungen trug Pound entscheidend dazu bei, Rechtswissenschaft und Rechtsprechung mit soziologischen Ansätzen zu verbinden und wurde dadurch zu einem frühen Pionier auf dem Gebiet der Rechtssoziologie. Zu seinen bekanntesten Werken gehören:
- Phytogeography of Nebraska (1898)
- Readings on the History and System of the Common Law (1904)
- Outlines of Lectures on Jurisprudence (1914)
- The Spirit of the Common Law (1921)
- Law and Morals (1924)
- Criminal Justice in America (1930)
- The formative Era of American Law (1938)
- Justice According to Law (1951)
- Constitutional Guarantees of Liberty (1957)
- Jurisprudence (1959, 5 Bände)

## Hintergrundliteratur
- David Wigdor: Roscoe Pound, Philosopher of Law. 1974
- Chambers Biographical Dictionary, ISBN 0-550-10051-2, 2002, S. 1226.